# الإغوانا الصخرية الكوبية
الإغوانا الصخرية الكوبية (Cyclura nubila)، والمعروفة أيضًا باسم الإغوانا الكوبية الأرضية أو الإغوانا الكوبية، هي نوع من السحلية من عائلة الإغوانا. إنها أكبر إغوانا الصخرية في غرب الهند (جنس Cyclura)، وهي واحدة من أكثر مجموعات السحالي المهددة بالانقراض. هذه الأنواع العاشبة ذات العيون الحمراء والذيل السميك والفجوات المسننة هي واحدة من أكبر السحالي في منطقة البحر الكاريبي.
يتم توزيع الإغوانا الكوبية في جميع أنحاء المناطق الساحلية الجنوبية الصخرية من البر الرئيسي لكوبا والجزر الصغيرة المحيطة بها مع ازدهار سكاني وحشي في جزيرة ماغويز، بورتوريكو. تم العثور على نوع فرعي في جزر كايمان في ليتل كايمان وكايمان براك. تحرس الإناث مواقع أعشاشها وغالبًا ما تعشش في المواقع التي تنقب عنها التماسيح الكوبية. كإجراء دفاعي، غالبًا ما تجعل الإغوانا الكوبية موطنها داخل أو بالقرب من صبار التين الشوكي.
على الرغم من انخفاض أعداد الحيوانات البرية بسبب الافتراس من قبل الحيوانات الوحشية وفقدان الموائل بسبب التنمية الزراعية البشرية، فقد تعززت أعداد الإغوانا نتيجة للتكاثر في الأسر وبرامج الحفظ الأخرى. تم استخدام الإغوانا الصخرية الكوبية لدراسة التطور والتواصل مع الحيوانات، وكان برنامج التربية في الأسر نموذجًا للسحالي المهددة بالانقراض في منطقة البحر الكاريبي.

## التصنيف

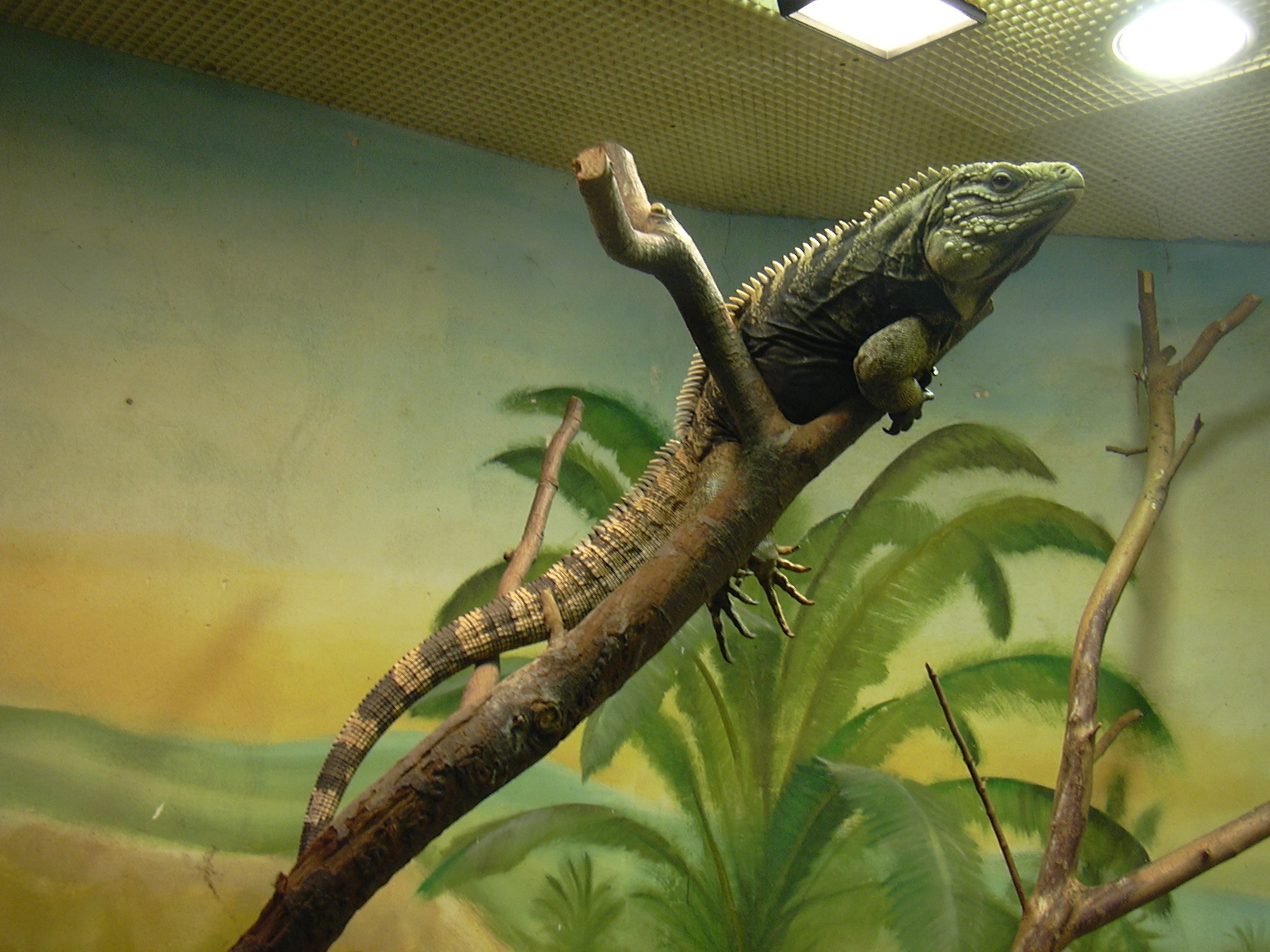
في Ústí nad Labem حديقة الحيوان

جون إدوارد جرايالبريطانية عالم الحيوان الذي كان أول من وصف الأنواع في عام 1831 كما Iguana (Cyclura) nubila أو «بظلالها غوانيا»، وقدم عليه اسم محدد nubila ، اللاتينية عن «غائم».
أقرب أقارب الإغوانا الصخرية الكوبية هم الإغوانا الزرقاء في جزيرة كايمان الكبرى (الإغوانا الصخرية الكوبية) وإغوانا الصخرية الشمالية الباهامية (الإغوانا الصخرية الكوبية)؛ يشير التحليل الوراثي إلى أن هذه الأنواع الثلاثة تباعدت عن سلف مشترك منذ ثلاثة ملايين سنة.
كان يُعتقد سابقًا أن الإغوانا الصخرية الكوبية يحتوي على ثلاثة أنواع فرعية، الإغوانا الزرقاء الكبرى (الإغوانا الصخرية الكوبية)، وإغوانا الكايمان الصغرى، والسلالات الكوبية المرشحة. تمت مراجعة هذا التصنيف بعد تحليل الحمض النووي للميتوكوندريا في وقت لاحق والبحث في أنماط التوسع على رؤوس سحالي الإغوانيد الكاريبي (هذه الأنماط فريدة حسب الأنواع وتعمل بمثابة «بصمة» من نوع ما). يُعرف الإغوانا الزرقاء في جزيرة كايمان الكبرى الآن كنوع منفصل

## علم التشريح والتشكيل

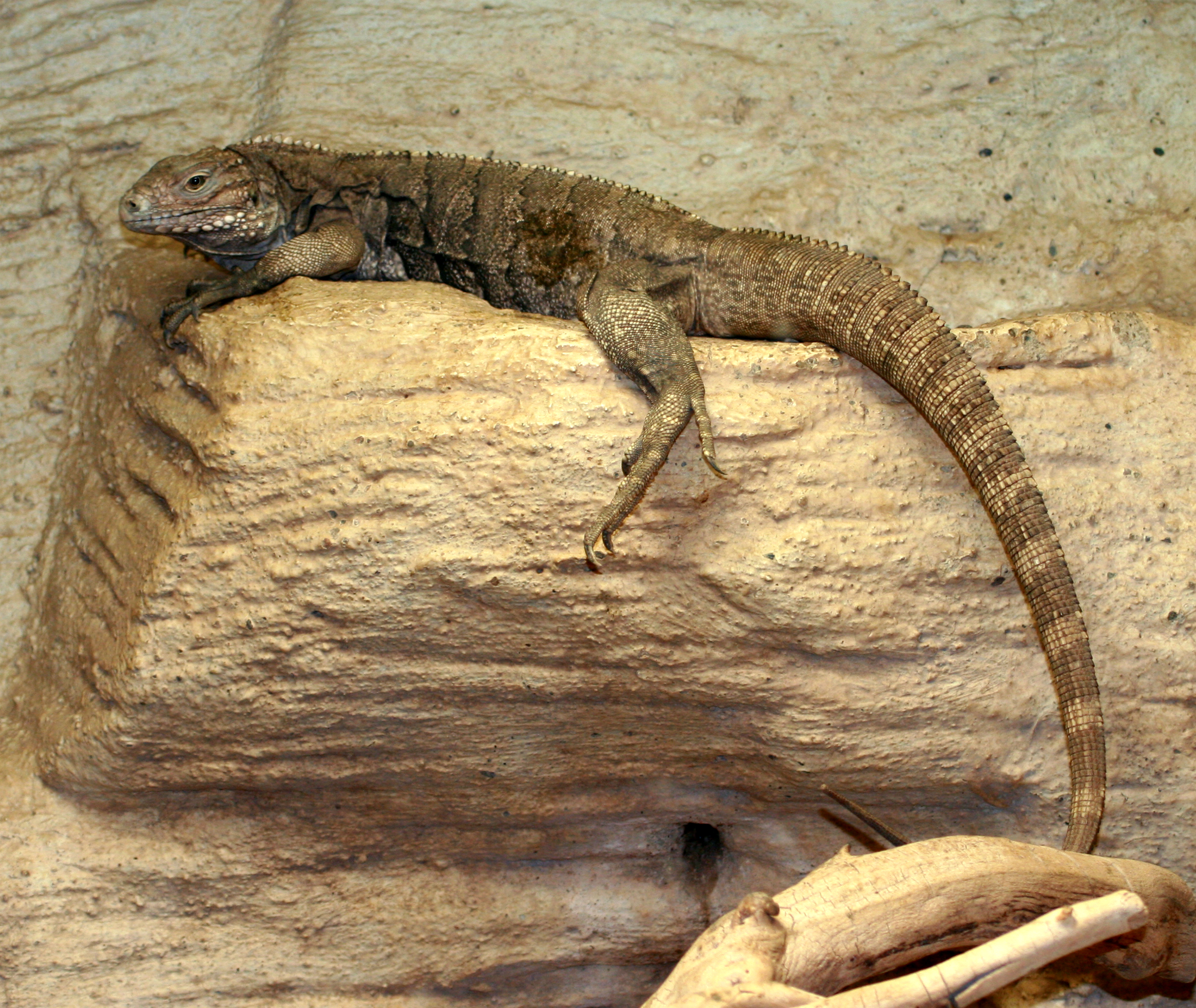
في حديقة حيوان براغ

الإغوانا الكوبية هي سحلية كبيرة، يبلغ متوسط طول جسمها 40 سم (16 بوصة) من الخطم إلى الفتحة (قاعدة الذيل). في حالات نادرة، تم تسجيل أفراد ذكور بطول 1.6 متر (5.2 قدم) عند قياسهم من الخطم إلى طرف الذيل في محمية الحياة البرية داخل قاعدة خليج جوانتانامو البحرية (GTMO)، وكوبا مع الإناث ثلثي ذلك بحجم. النوع ثنائي الشكل جنسيًا: الذكور أكبر بكثير من الإناث، وقد وسع الذكور مسام الفخذ في أفخاذهم، والتي تُستخدم لإطلاق الفيرومونات لجذب الزملاء وتحديد المنطقة. يتراوح لون جلد ذكور الإغوانا الكوبية من الرمادي الداكن إلى الأحمر القرميدي، في حين أن جلد الإناث أخضر زيتوني مع خطوط أو أشرطة داكنة. في كلا الجنسين، الأطراف سوداء مع بقع بنية شاحبة بيضاوية وأقدام سوداء صلبة. تميل الحيوانات الصغيرة إلى اللون البني الداكن أو الأخضر مع وجود خطوط داكنة باهتة أو بقع في خمسة إلى عشرة أشرطة عرضية قطرية على الجسم. تمتزج هذه العصابات مع لون الجسم مع تقدم عمر الإغوانا. يمتلك كلا الجنسين دودة (جلد يتدلى أسفل الرقبة) وصف من الأشواك يمتد أسفل ظهرهما إلى ذيلهما السميك. رؤوسهم وأعناقهم قصيرة وقوية، وأسنانهم صلبة وواسعة، ولديهم عضلات فك قوية. تُغطى أفخاذها، التي تنمو بشكل أكبر مع تقدم العمر، في نتوءات شائكة تسمى الدرنات.
عيون الإغوانا الكوبية لها قزحية ذهبية وصلبة حمراء. تتمتع الإغوانا الكوبية برؤية ممتازة وقدرة على اكتشاف الأشكال والحركة على مسافات طويلة. تمنحهم الخلايا الحسية المسماة «المخاريط المزدوجة» رؤية ألوان حادة وتمكنهم من رؤية الأطوال الموجية فوق البنفسجية. من خلال البحث عن مواقع بها المزيد من ضوء الشمس فوق البنفسجي للاستمتاع بها، تعمل الإغوانا الكوبية على تحسين إنتاج فيتامين د. الإغوانا الكوبية لديها رؤية ضعيفة في الإضاءة المنخفضة، لأنها تحتوي على عدد قليل من العصي أو الخلايا المستقبلة للضوء. مثل الإغوانيدات الأخرى، تحتوي الإغوانا الكوبية على عضو حسي ضوئي أبيض أعلى رؤوسها، يسمى العين الجدارية. هذه «العين» لديها فقط شبكية وعدسة بدائية ولا يمكنها تكوين صور، لكنها حساسة للتغيرات في الضوء ويمكنها اكتشاف الحركة.

## النظام الغذائي
مثل جميع أنواع السيكلورا ، فإن الإغوانا الكوبية هي في المقام الأول آكلة الأعشاب. 95٪ من النظام الغذائي يتكون من الأوراق والأزهار والفواكه من ما يصل إلى 30 نوعا من النباتات، بما في ذلك الصخر شجيرة البحر (Rachicallis أمريكانا)، الشوك، التين الشوكي (بونتيا stricta)، المنغروف الأسود (germinans القرم)، المانغروف الأحمر (Rhizophora mangle) والزيتون والأعشاب المختلفة. تساعد في هضم هذا النظام الغذائي عالي السليلوز، تحتل مستعمرات الديدان الخيطية 50٪ من محتويات الأمعاء الغليظة للإغوانا الكوبية. تستهلك الإغوانا الكوبية أحيانًا مواد حيوانية، وقد لوحظ أفراد ينبشون جثث الطيور والأسماك وسرطان البحر. لاحظ الباحثون في جزيرة Isla Magueyes حلقة واحدة من أكل لحوم البشر في عام 2006 عندما طاردت أنثى الإغوانا البالغة واشتعلت وأكلت فقسًا. كتب الباحثون أن الكثافة السكانية في جزيرة ماغيس قد تكون سبب هذا الحادث.
مثل غيرها من العاشبة السحالي الكوبي iguana مع مشكلة بالنسبة osmoregulation: المواد النباتية يحتوي على أكثر من البوتاسيوم وأقل المحتوى الغذائي لكل غرام من اللحوم حتى أكثر يجب أن تؤكل لتلبية سحلية التمثيل الغذائي الاحتياجات. على عكس الثدييات الزواحف الكلى لا تركز البول إلى توفير في استهلاك المياه. بدلا والزواحف تفرز النيتروجينية السامة النفايات الصلبة حمض اليوريك من خلال مجرور. في الحالة الكوبية iguana ، التي تستهلك كميات كبيرة من الغطاء النباتي، هذه الملح الزائد أيونات تفرز عن طريق الملح الغدة في نفس الطريقة كما في الطيور.

## التزاوج والسلوك
تصل الإغوانا الكوبية إلى مرحلة النضج الجنسي في سن سنتين إلى ثلاث سنوات. الذكور مجتمعون عندما يصبحون غير ناضجين، لكنهم يصبحون أكثر عدوانية مع تقدمهم في السن، ويدافعون بقوة عن المناطق في منافسة للإناث.  الإناث أكثر تحملاً لبعضهن البعض، إلا بعد وضع بيضهن. 
التزاوج يحدث في أيار / مايو وحزيران / يونيه، وتضع الإناث واحدة من براثن ثلاثة إلى 30 بيضة في حزيران / يونيو أو تموز / يوليو. وفقا مجال البحوث الإناث إيداع بيضها في نفس مواقع التعشيش كل عام. أعشاش مبنية بالقرب من بعضها البعض مناسبة مواقع التعشيش أصبحت نادرة. على كوبا Isla de la خوبينتودالكوبية اغوانه عش في جيوب الأرض تتعرض لأشعة الشمس قبل التماسيح الكوبيةبعد التماسيح البيض فقس. هذه الأعشاش منفصلة عن الكبار حيث البطة تعيش. في المناطق دون التماسيح، اغوانه حفر الأعشاش في الشواطئ الرملية. في حديقة حيوان سان دييغو، الأنثى ببناء العش في نهاية الدائرة هي حفر في الرمال. وقفت بالقرب منه منذ أسابيع عن طريق هز رأسها الهسهسة في أي شخص اقترب؛ هذا السلوك أظهرت أن كوبا اغوانه حراسة العش المواقع. سلحفاة صغيرة لقضاء عدة أيام إلى أسبوعين في العش الدائرة من الوقت الذي يفقس إلى وقت ظهورها من أعشاش، التشتيت بشكل فردي بعد ظهور.
على الرغم من أن الكوبية اغوانه عادة تظل لفترات طويلة من الوقت والبطيئة المتثاقلة مشية بسبب كتلة الجسم، فهي قادرة على رشقات نارية سريعة السرعة لمسافات قصيرة. الحيوانات الأصغر سنا هم أكثر شجري وأعوذ الأشجار التي يمكن أن يصعد كبيرة وخفة الحركة. الحيوان هو قادر على السباح سوف تأخذ مكان قريب من الماء إذا هدد. عندما يحشر يمكن لدغة لاش ذيولها في الدفاع.

## توزيع والسكن

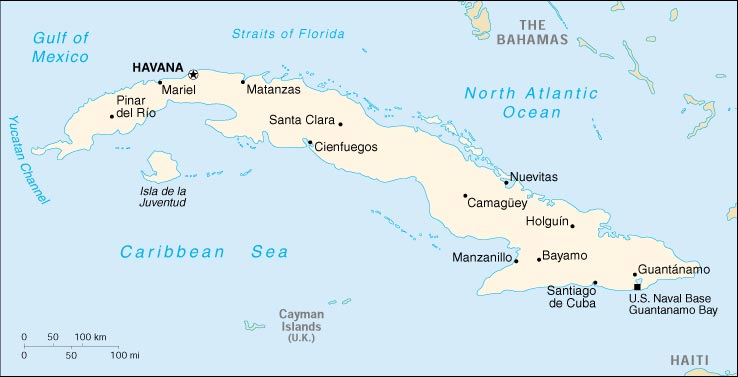
خريطة كوبا

وتتوزع اغوانا الكوبية بشكل طبيعي في المناطق الساحلية الصخرية في كوبا وفي جميع أنحاء ما يصل إلى 000 4 جزيرة تحيط بالبر الرئيسي الكوبي، بما في ذلك جزيرة دي لا جوفنتود قبالة الساحل الجنوبي، الذي يضم واحدا من أقوى السكان. وتوجد مجموعات سكانية آمنة نسبياً في بعض الجزر الصغيرة على طول السواحل الشمالية والجنوبية وفي مناطق محمية معزولة في البر الرئيسي. وتشمل هذه المحميات محمية الغلاف الحيوي في غواناهاكابيب في الغرب، وحديقة ديسمباركو ديل غرانما الوطنية، ومحمية هاتيبونيكو للحياة البرية، ومحمية بونتا نيغرا - كيمادوس الإيكولوجية، ومحمية دلتا ديل كوتو للحياة البرية، وكلها في شرق كوبا. وبسبب هذا التوزيع الواسع، لا يمكن تحديد معلومات دقيقة عن عدد الشعونات الفرعية المتميزة من شعب الإيغوانا الكوبي. ويقدر عدد السكان في القاعدة البحرية الأمريكية في خليج جوانتانامو بما يتراوح بين الفي و3 الاف شخص، وتعامل الحيوانات بشكل جيد وتحميها القوات الأمريكية المتمركزة في القاعدة . حدث حادث غير عادي عندما اعتدى أحد المحتجزين في السجن على حارس بذيل دموي ممزق من اغوانا كوبية في أيار/مايو 2005
وسلالات الكايمانينسيس سيكلورا نوبيلا متوطنة في «الجزر الشقيقة» في كايمان الصغرى وكايمان براك. ويبلغ عدد سكان كايمان براك أقل من 50 من هذه الحيوانات، وتدعم جزيرة كايمان الصغرى 500 1. تم تأسيس مجموعة من السكان الوحشيين من C. n. كايمانينسيس في جزيرة كايمان الكبرى
الاغوانا الكوبية يجعل جحرها بالقرب من الصبار أو الشوك، وأحيانا حتى داخل الصبار نفسه. هذه النباتات الشائكة توفر الحماية والفواكه والزهور تقدم الغذاء الاغوانا. في المناطق التي لا الصبار، والسحالي جعل جحورهم في الأشجار الميتة، وجذوع الأشجار المجوفة، والشقوق الحجر الجيري.
وفي منتصف الستينات، أُطلق سراح مجموعة صغيرة من الإيغوانا الكوبية من حديقة في إسلا ماغيس، جنوب غرب بورتوريكو، مما شكل مجموعة مستقلة من السكان الوحشيين الحرة. اعتبارا من عام 2000، كان هناك حديث عن إزالة أو نقل هذه السكان من الاغوانا من قبل وزارة الداخلية الأمريكية. هذه المجموعة الوحشية هي مصدر 90٪ من الإيغوانا الكوبية الأسيرة المحتجزة في مجموعات خاصة وكانت مصدر جزء من دراسة حول التواصل الحيواني والتطور أجرتها إميليا مارتينز، عالمة الأحياء في جامعة إنديانا
وقارنت دراسة إميليا مارتينز التي أجريت عام 1998 بين شاشات عرض الرأس من السكان المصدر في كوبا بهذه الحيوانات في إسلا ماغيس. وكانت المدد وفترات التوقف أطول بنسبة تصل إلى 350٪ في السكان الوحشية. وبالمقارنة، اختلفت اغوانا الزرقاء في شاشات عرض بوب الرأس في كايمان الكبرى عن تلك التي تعرضها الحيوانات على كوبا بنسبة 20 في المائة فقط. وقد أظهر التغير السريع في هيكل العرض بين مستعمرة الحيوانات في ريسا ماغيس وتلك الموجودة في كوبا إمكانات صغر حجم السكان المؤسسين كمحفز للتطور فيما يتعلق بالاتصال أو العرض. في هذه الحالة كان الفرق من قبل ستة أجيال فقط على الأكثر

## الحفظ

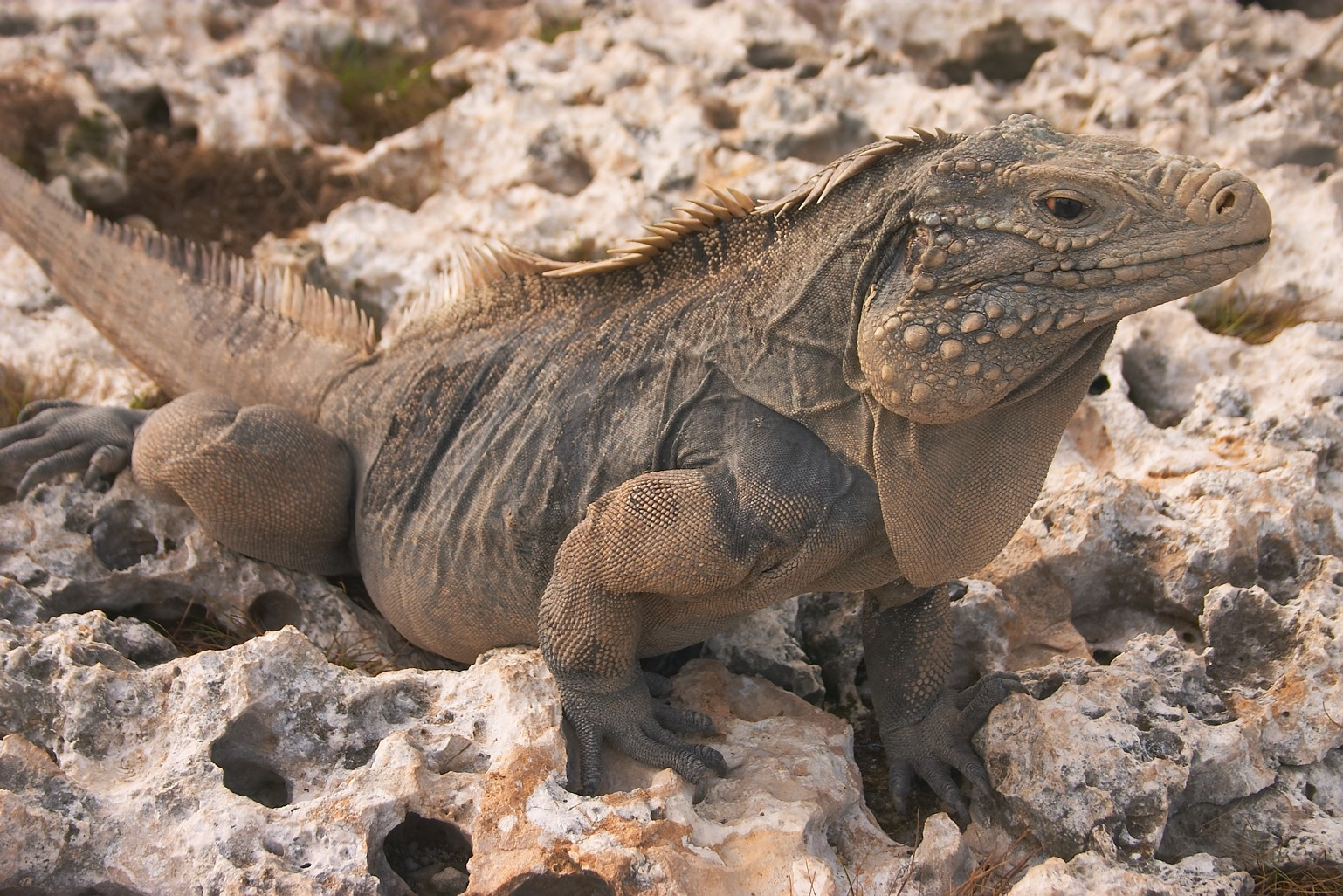
في البرية

الإغوانا الكوبية راسخة في المجموعات العامة والخاصة. العديد من حدائق الحيوان والأفراد يحتفظون بها في برامج تربية أسيرة، مما يقلل من الطلب على العينات التي يتم صيدها في البرية لتجارة الحيوانات الأليفة. تم إدراج الإغوانا الكوبية على أنها «معرضة للخطر» في القائمة الحمراء للاتحاد الدولي لحفظ الطبيعة، كما هو الحال بالنسبة للأنواع الفرعية الكوبية السائدة، في حين أن السلالات الفرعية لجزيرة كايمان «مهددة بشدة». يقدر إجمالي عدد السكان في كوبا بما يتراوح بين 40.000 و 60.000 فرد، ويقدر عدد السكان الضالين في جزيرة ماغيس بأكثر من 1000. وفقًا لأليسون ألبرتس، كبير مسؤولي الحفظ في حديقة حيوان سان دييغو والباحث الرئيسي في كوبا، من بين العديد من أنواع الحياة البرية في GTMO ، «يعتبر الإغوانا الكوبي واحدًا من أكبر الأنواع وأكثرها وضوحًا، وبالتأكيد الأكثر جاذبية. أن لا أحد يكمل جولة في العمل في GTMO دون التعرف على هؤلاء العمالقة الذين يشبهون عصور ما قبل التاريخ».
بطريقة مستديرة، فإن وضع الإغوانا الكوبية بموجب قانون الأنواع المهددة بالانقراض في الولايات المتحدة شق طريقه إلى الفقه القانوني الأمريكي. في خريف عام 2003، احتاج المحامي توم ويلنر إلى إقناع قضاة المحكمة العليا الأمريكية بتولي قضية عشرات المعتقلين الكويتيين المحتجزين في عزلة في خليج غوانتانامو بكوبا، دون توجيه اتهامات ودون جلسة استماع ودون الاتصال بمحام. . وفقًا لبيتر هونيجسبيرج، أستاذ القانون بجامعة سان فرانسيسكو، قدم ويلنر حجتين أمام المحكمة للنظر في قضيته دون جدوى؛ في حجته الثالثة، غير تكتيكاته بذكر القانون الأمريكي والإغوانا الكوبية. وقال ويلنر: «يمكن تغريم ومقاضاة أي شخص، بما في ذلك مسؤول فيدرالي، ينتهك قانون الأنواع المهددة بالانقراض من خلال إيذاء الإغوانا في غوانتانامو. ومع ذلك، تجادل الحكومة بأن القانون الأمريكي لا ينطبق على السجناء البشر هناك». ووفقًا لهونيغسبيرج، وافقت المحكمة العليا على الاستماع إلى القضية بسبب هذه الحجة.

### انخفاض
بشكل عام، فإن الأنواع في حالة تدهور، بسرعة أكبر في البر الرئيسي منها في الجزر النائية. انخفض عدد سكان البر الرئيسي الكوبي بمعدل يزيد عن 1 ٪ سنويًا على مدار السنوات العشر الماضية. لم تعد الإغوانا الكوبية موجودة على الساحل الشمالي الشرقي لهافانا أو شبه جزيرة هيكاكوس أو كايو لارجو، وهي المناطق التي تم العثور عليها بأعداد كبيرة منذ حوالي 30 إلى 40 عامًا
على عكس جزر الهند الغربية الأخرى حيث توجد الإغوانيدات، فإن استهلاك لحم الإغوانا ليس منتشرًا في كوبا. تمارس بعض مجتمعات الصيد ذلك من أجل الكفاف، ولكن في الغالب لا يأكل الكوبيون هذا الحيوان. وفقًا لعالم الطبيعة توماس باربور، فإن هذا يعتمد على معتقدات خرافية لا أساس لها من الصحة والتي تشير إلى أن الإغوانا تنبعث منها سائل غامق يذكرنا بالقيء الأسود لضحايا الحمى الصفراء عند موتهم. أحد أسباب تدهورها هو تدمير الموائل الناجم عن الرعي الجائر لحيوانات المزرعة، وتطوير المساكن، وبناء المنتجعات السياحية على الشواطئ حيث تفضل الحيوانات بناء أعشاشها. يعاني سكان الإغوانا من الافتراس المباشر للحيوانات المدخلة مثل الجرذان والقطط والكلاب. الخنازير الوحشية هي المسؤولة عن تدمير العديد من مواقع عش الإغوانا التي ينقبونها بحثًا عن البيض. يعد افتراس النمل لبيض الإغوانا تهديدًا آخر لهذا النوع.

### التعافي

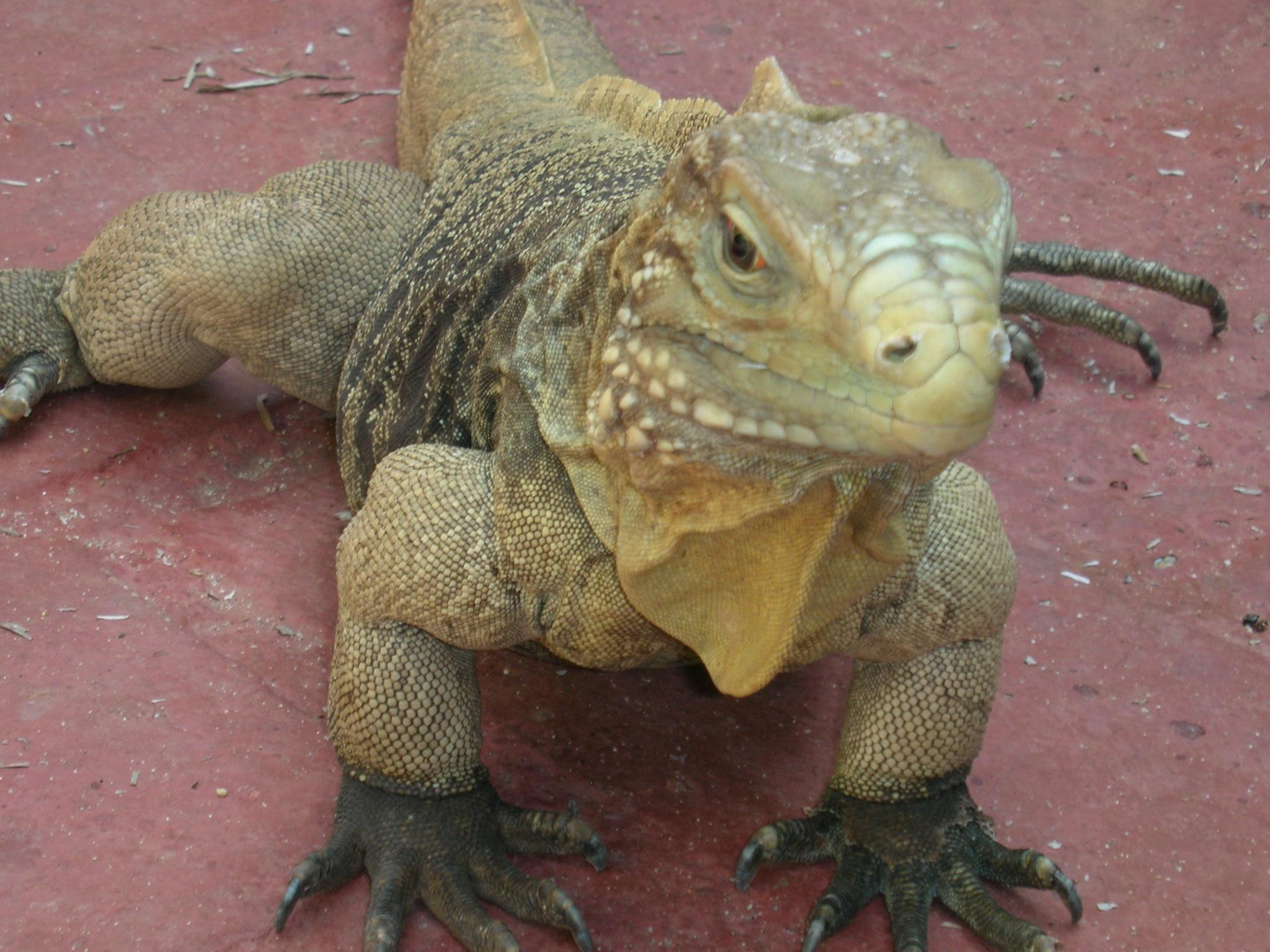
الاغوانا الكوبية في منتجع سياحي في جنوب شرق كوبا.

جميع تجمعات الإغوانا الرئيسية باستثناء واحدة محمية إما جزئيًا أو كليًا من قبل الحكومة الكوبية.  على الرغم من عدم وجود برنامج تربية في الأسر داخل كوبا، اقترح المركز الوطني للمناطق المحمية (المركز الوطني للمناطق المحمية) أنه سيستكشف هذا المسار في المستقبل. في عام 1985، أصدرت الحكومة الكوبية بيزو تذكاريًا يصور الإغوانا الكوبية على جانب رأس العملة في محاولة لزيادة الوعي بهذا الحيوان.
في عام 1993، قامت حديقة حيوان سان دييغو باختبار تجريبي لفائدة برنامج «البداية» للإغوانا الكوبية حديثة التفقيس بتمويل من برنامج بيولوجيا الحفظ والترميم التابع لمؤسسة العلوم الوطنية.  «البداية» هي عملية يتم من خلالها تفقيس بيض الإغوانا الكوبية في حاضنة ويتم حماية الحيوانات وتغذيتها خلال العشرين شهرًا الأولى من حياتها. والغرض من ذلك هو نقل الحيوانات إلى حجم يجعلها أكثر قدرة على الفرار من أو محاربة الحيوانات المفترسة. تم استخدام هذه التقنية في الأصل لحماية السلاحف البحرية التي تفقس، وإغوانا غالاباغوس البرية، و Ctenosaura bakeri في جزيرة tila ، لكن ألبرتس استخدمها لأول مرة على أنواع Cyclura مع الإغوانا الكوبية. لم يكن الغرض من ذلك هو مساعدة سكان الإغوانا الكوبية فحسب، بل كان أيضًا اختبار الفعالية الشاملة للإنطلاق كإستراتيجية حماية لأنواع السيكلورا المهددة بالانقراض بشكل أكبر.
أثبتت الاستراتيجية نجاحها، وفقًا لألبرتس، عندما تفاعلت الإغوانا التي تم إطلاقها مع الحيوانات المفترسة، بحثت عن الطعام، وتصرفت مثل نظيراتها المولودة في البرية.   تم تنفيذ هذه الإستراتيجية بنجاح كبير مع الأنواع الأخرى المهددة بالانقراض من Cyclura و Ctenosaura في جميع أنحاء جزر الهند الغربية وأمريكا الوسطى، ولا سيما الإغوانا الجامايكية، وGrand Cayman Blue iguana ، و Ricord's iguana ، و Allen Cays iguana ، و Acklins Ground iguana ، و Anegada iguana . 